# 3264 Bounty
För andra betydelser, se Bounty.
3264 Bounty eller 1934 AF är en asteroid i huvudbältet som upptäcktes den 7 januari 1934 av den tyske astronomen Karl Wilhelm Reinmuth i Heidelberg. Den har fått sitt namn efter det brittiska fartyget HMS Bounty.
Asteroiden har en diameter på ungefär 16 kilometer och den tillhör asteroidgruppen Themis.